# Pasiphila punicea
Pasiphila punicea là một loài bướm đêm trong họ Geometridae.